# Borussia Verein für Leibesübungen 1900 Mönchengladbach 1995-1996
Questa voce raccoglie le informazioni riguardanti il Borussia Verein für Leibesübungen 1900 Mönchengladbach nelle competizioni ufficiali della stagione 1995-1996.

## Stagione
Nella stagione 1995-1996 il Borussia Mönchengladbach, allenato da Bernd Krauss, concluse il campionato di Bundesliga al 4º posto. In Coppa di Germania il Borussia Mönchengladbach fu eliminato al secondo turno dal Bayer Leverkusen. In Supercoppa di Germania il Borussia Mönchengladbach perse la finale con il Borussia Dortmund. In Coppa delle coppe il Borussia Mönchengladbach fu eliminato ai quarti di finale dal Feyenoord. Il capocannoniere della squadra fu Martin Dahlin con 15 gol.

## Rosa
| N. |                        | Ruolo | Calciatore            |
| -- | ---------------------- | ----- | --------------------- |
| 1  | Germania (bandiera)    | P     | Uwe Kamps             |
| 2  | Germania (bandiera)    | C     | Thomas Hoersen        |
| 3  | Germania (bandiera)    | D     | Michael Klinkert      |
| 4  | Svezia (bandiera)      | D     | Patrik Andersson      |
| 5  | Germania (bandiera)    | C     | Christian Hochstätter |
| 6  | Germania (bandiera)    | D     | Jörg Neun             |
| 7  | Germania (bandiera)    | C     | Karlheinz Pflipsen    |
| 8  | Germania (bandiera)    | C     | Peter Wynhoff         |
| 9  | Svezia (bandiera)      | A     | Martin Dahlin         |
| 10 | Germania (bandiera)    | C     | Stefan Effenberg      |
| 12 | Paesi Bassi (bandiera) | A     | Max Huiberts          |
| 13 | Germania (bandiera)    | C     | Martin Schneider      |
| 14 | Danimarca (bandiera)   | C     | Peter Nielsen         |

| N. |                         | Ruolo | Calciatore           |
| -- | ----------------------- | ----- | -------------------- |
| 15 | Germania (bandiera)     | D     | Stephan Schulz-Winge |
| 16 | Germania (bandiera)     | C     | Dirk Wolf            |
| 17 | Croazia (bandiera)      | C     | Davor Krznaric       |
| 18 | Germania (bandiera)     | D     | Joachim Stadler      |
| 19 | Germania (bandiera)     | D     | Thomas Kastenmaier   |
| 20 | Germania (bandiera)     | D     | Michael Frontzeck    |
| 21 | Germania (bandiera)     | C     | Michael Sternkopf    |
| 22 | Germania (bandiera)     | P     | Jörg Kässmann        |
| 23 | Germania (bandiera)     | D     | Thomas Eichin        |
| 24 | Svezia (bandiera)       | A     | Jörgen Pettersson    |
| 27 | Germania (bandiera)     | C     | Marcel Ketelaer      |
| 25 | Germania (bandiera)     | C     | Markus Hausweiler    |
| 29 | RD del Congo (bandiera) | A     | Mac Younga-Mouhani   |

## Calciomercato

### Sessione estiva
| Acquisti | Acquisti           | Acquisti              | Acquisti |
| R.       | Nome               | da                    | Modalità |
| -------- | ------------------ | --------------------- | -------- |
| A        | Jörgen Pettersson  | Malmö FF              |          |
| D        | Thomas Eichin      | Norimberga            |          |
| D        | Michael Frontzeck  | Bochum                |          |
| A        | Max Huiberts       | Roda JC               |          |
| C        | Davor Krznaric     | TeBe Berlino          |          |
| C        | Michael Sternkopf  | Bayern Monaco         |          |
| C        | Dirk Wolf          | Eintracht Francoforte |          |
| A        | Mac Younga-Mouhani | Schwarz-Weiß Düren    |          |

| Cessioni | Cessioni       | Cessioni             | Cessioni |
| R.       | Nome           | a                    | Modalità |
| -------- | -------------- | -------------------- | -------- |
| C        | Andreas Bluhm  | Alemannia Aquisgrana |          |
| D        | Holger Fach    | Bayer Leverkusen     |          |
| A        | Heiko Herrlich | Borussia Dortmund    |          |
| C        | Dietmar Hirsch | Duisburg             |          |
| A        | Martin Max     | Schalke 04           |          |
| A        | Bachirou Salou | Duisburg             |          |
| P        | Dimo Wache     | Magonza              |          |

### Sessione invernale
| Acquisti | Acquisti | Acquisti | Acquisti |
| R.       | Nome     | da       | Modalità |
| -------- | -------- | -------- | -------- |

| Cessioni | Cessioni          | Cessioni        | Cessioni |
| R.       | Nome              | a               | Modalità |
| -------- | ----------------- | --------------- | -------- |
| D        | Michael Frontzeck | Manchester City |          |

## Risultati

### Bundesliga

#### Girone di andata
| Arbitro: | Kasper |

|              |           |  |
| Pflipsen 74’ | Marcatori |  |

| Arbitro: | Albrecht |

|            |           |                                      |
| Kadlec 90’ | Marcatori | 10’ Dahlin 69’ Sternkopf 76’ Wynhoff |

| Mönchengladbach 29 agosto 1995, ore 20:00 CEST 3ª giornata | Borussia M'gladbach | 0 – 0 referto | Bayer Leverkusen | Bökelbergstadion (31 600 spett.)\| Arbitro: \| Steinborn \| |
| Arbitro:                                                   | Steinborn           |               |                  |                                                             |

| Arbitro: | Scheuerer |

|                              |           |            |
| Reuter 53’ (rig.) Ricken 81’ | Marcatori | 19’ Dahlin |

| Arbitro: | Strampe |

|                              |           |                              |
| Baumgart 37’ Breitkreutz 40’ | Marcatori | 18’ Pflipsen 27’, 72’ Dahlin |

| Arbitro: | Buchhart |

|                          |           |                                            |
| Sternkopf 48’ Dahlin 73’ | Marcatori | 25’, 45’ Savichev 38’ Scharping 70’ Becker |

| Arbitro: | Fröhlich |

|                                           |           |  |
| Bobic 19’, 60’ Élber 30’, 67’ Balăkov 51’ | Marcatori |  |

| Arbitro: | Pohlmann |

|                                             |           |           |
| Effenberg 21’, 60’ Andersson 36’ Dahlin 77’ | Marcatori | 5’ Hagner |

| Arbitro: | Heynemann |

|           |           |                                 |
| Papin 88’ | Marcatori | 20’ Effenberg 82’ (aut.) Herzog |

| Arbitro: | Albrecht |

|               |           |  |
| Effenberg 78’ | Marcatori |  |

| Arbitro: | Scheuerer |

|  |           |                            |
|  | Marcatori | 39’ Pflipsen 68’ Effenberg |

| Arbitro: | Best |

|                                     |           |         |
| Dahlin 20’, 73’, 77’ Pettersson 76’ | Marcatori | 33’ Max |

| Arbitro: | Zerr |

|                              |           |                                |
| Buncol 23’ Winkhold 50’, 75’ | Marcatori | 17’ Dahlin 79’ (aut.) Seeliger |

| Arbitro: | Frey |

|            |           |               |
| Dahlin 66’ | Marcatori | 1’, 25’ Spörl |

| Arbitro: | Steinborn |

|                                             |           |  |
| Bähr 3’ Dundee 54’, 73’ Klinkert 62’ (aut.) | Marcatori |  |

| Arbitro: | Strampe |

|                                   |           |                   |
| Dahlin 26’ Kastenmaier 30’ (rig.) | Marcatori | 23’ (rig.) Meijer |

| Arbitro: | Kasper |

|                                                 |           |  |
| Leśniak 33’ Bodden 40’ Winkler 73’ Greilich 76’ | Marcatori |  |

#### Girone di ritorno
| Friburgo in Brisgovia 9 febbraio 1996, ore 19:30 CET 18ª giornata | Friburgo | 0 – 0 referto | Borussia M'gladbach | Dreisamstadion (22 500 spett.)\| Arbitro: \| Fröhlich \| |
| Arbitro:                                                          | Fröhlich |               |                     |                                                          |

| Arbitro: | Fleske |

|            |           |             |
| Dahlin 25’ | Marcatori | 49’ Wegmann |

| Leverkusen 23 febbraio 1996, ore 20:00 CET 20ª giornata | Bayer Leverkusen | 0 – 0 referto | Borussia M'gladbach | Ulrich-Haberland-Stadion (21 000 spett.)\| Arbitro: \| Krug \| |
| Arbitro:                                                | Krug             |               |                     |                                                                |

| Arbitro: | Kasper |

|                 |           |                       |
| Dahlin 27’, 63’ | Marcatori | 57’ Riedle 89’ Kohler |

| Arbitro: | Fandel |

|                                                     |           |                                  |
| Effenberg 17’ Pettersson 24’ Kastenmaier 49’ (rig.) | Marcatori | 22’ (rig.) Beinlich 62’ Mičevski |

| Arbitro: | Wagner |

|  |           |                               |
|  | Marcatori | 53’ Kastenmaier 87’ Effenberg |

| Arbitro: | Strampe |

|              |           |           |
| Pflipsen 70’ | Marcatori | 14’ Kruse |

| Arbitro: | Steinborn |

|  |           |                           |
|  | Marcatori | 2’ Wynhoff 40’ Pettersson |

| Arbitro: | Heynemann |

|                                 |           |               |
| Pettersson 21’, 43’ Wynhoff 88’ | Marcatori | 34’ Klinsmann |

| Arbitro: | Merk |

|                             |           |  |
| Besčastnych 3’ Labbadia 80’ | Marcatori |  |

| Arbitro: | Best |

|                          |           |            |
| Wynhoff 45’ Klinkert 75’ | Marcatori | 60’ Janßen |

| Arbitro: | Buchhart |

|                                           |           |                                        |
| Mulder 13’ Anderbrügge 51’ (rig.) Max 54’ | Marcatori | 5’ Andersson 17’ Sternkopf 47’ Wynhoff |

| Arbitro: | Krug |

|               |           |           |
| Andersson 82’ | Marcatori | 35’ Cyroń |

| Arbitro: | Zerr |

|                       |           |               |
| Bäron 18’ Schnoor 87’ | Marcatori | 67’ Andersson |

| Arbitro: | Strampe |

|                |           |                 |
| Pettersson 60’ | Marcatori | 33’, 62’ Dundee |

| Arbitro: | Dardenne |

|  |           |                   |
|  | Marcatori | 5’, 34’ Sternkopf |

| Arbitro: | Malbranc |

|  |           |                      |
|  | Marcatori | 81’ Nowak 90’ Stević |

### Coppa di Germania
| Arbitro: | Dörr |

|  |           |                                          |
|  | Marcatori | 32’ Effenberg 62’ Pflipsen 86’ Sternkopf |

| Arbitro: | Werthmann |

|                      |           |  |
| Fach 19’ Kirsten 90’ | Marcatori |  |

### Supercoppa di Germania
| Arbitro: | Merk |

|                 |           |  |
| Júlio César 71’ | Marcatori |  |

### Coppa delle Coppe
| Arbitro: | Varga |

|                                        |           |  |
| Pflipsen 6’ Effenberg 19’ Klinkert 87’ | Marcatori |  |

| Arbitro: | Meese |

|                          |           |                                      |
| Memedi 52’ Boškovski 59’ | Marcatori | 29’ Effenberg 53’ Dahlin 80’ Nielsen |

| Arbitro: | Coroado |

|                                          |           |             |
| Dahlin 51’, 90’ Pflipsen 55’ Wynhoff 68’ | Marcatori | 78’ Kasapis |

| Arbitro: | Mottram |

|  |           |               |
|  | Marcatori | 71’ Effenberg |

| Arbitro: | Vagner |

|                                   |           |                                  |
| Wynhoff 4’ Kastenmaier 42’ (rig.) | Marcatori | 35’ van Gastel 45’ (rig.) Koeman |

| Arbitro: | Nielsen |

|               |           |  |
| Trustfull 84’ | Marcatori |  |

## Statistiche

### Statistiche di squadra
| Competizione           | Punti | In casa | In casa | In casa | In casa | In casa | In casa | In trasferta | In trasferta | In trasferta | In trasferta | In trasferta | In trasferta | Totale | Totale | Totale | Totale | Totale | Totale | DR |
| Competizione           | Punti | G       | V       | N       | P       | Gf      | Gs      | G            | V            | N            | P            | Gf           | Gs           | G      | V      | N      | P      | Gf     | Gs     | DR |
| ---------------------- | ----- | ------- | ------- | ------- | ------- | ------- | ------- | ------------ | ------------ | ------------ | ------------ | ------------ | ------------ | ------ | ------ | ------ | ------ | ------ | ------ | -- |
| Bundesliga             | 53    | 17      | 8       | 5       | 4       | 29      | 22      | 17           | 7            | 3            | 7            | 23           | 29           | 34     | 15     | 8      | 11     | 52     | 51     | +1 |
| Coppa di Germania      | -     | 0       | 0       | 0       | 0       | 0       | 0       | 2            | 1            | 0            | 1            | 3            | 2            | 2      | 1      | 0      | 1      | 3      | 2      | +1 |
| Supercoppa di Germania | -     | 0       | 0       | 0       | 0       | 0       | 0       | 1            | 0            | 0            | 1            | 0            | 1            | 1      | 0      | 0      | 1      | 0      | 1      | -1 |
| Coppa delle Coppe      | -     | 3       | 2       | 1       | 0       | 9       | 3       | 3            | 2            | 0            | 1            | 4            | 3            | 6      | 4      | 1      | 1      | 13     | 6      | +7 |
| Totale                 | 53    | 20      | 10      | 6       | 4       | 38      | 25      | 23           | 10           | 3            | 10           | 30           | 35           | 43     | 20     | 9      | 14     | 68     | 60     | +8 |

### Andamento in campionato
| Giornata  | 1 | 2 | 3 | 4 | 5 | 6 | 7 | 8 | 9 | 10 | 11 | 12 | 13 | 14 | 15 | 16 | 17 | 18 | 19 | 20 | 21 | 22 | 23 | 24 | 25 | 26 | 27 | 28 | 29 | 30 | 31 | 32 | 33 | 34 |
| --------- | - | - | - | - | - | - | - | - | - | -- | -- | -- | -- | -- | -- | -- | -- | -- | -- | -- | -- | -- | -- | -- | -- | -- | -- | -- | -- | -- | -- | -- | -- | -- |
| Luogo     | C | T | C | T | T | C | T | C | T | C  | T  | C  | T  | C  | T  | C  | T  | T  | C  | T  | C  | C  | T  | C  | T  | C  | T  | C  | T  | C  | T  | C  | T  | C  |
| Risultato | V | V | N | P | V | P | P | V | V | V  | V  | V  | P  | P  | P  | V  | P  | N  | N  | N  | N  | V  | V  | N  | V  | V  | P  | V  | N  | N  | P  | P  | V  | P  |
| Posizione | 4 | 3 | 2 | 4 | 2 | 6 | 8 | 7 | 3 | 3  | 3  | 3  | 3  | 3  | 4  | 3  | 4  | 5  | 4  | 4  | 5  | 5  | 3  | 3  | 3  | 3  | 3  | 3  | 3  | 3  | 3  | 4  | 4  | 4  |

Legenda:

Luogo: C = Casa; T = Trasferta. Risultato: V = Vittoria; N = Pareggio; P = Sconfitta.

### Statistiche dei giocatori
Sono in corsivo i calciatori che hanno lasciato la società a stagione in corso.
| Giocatore         | Bundesliga | Bundesliga | Bundesliga  | Bundesliga | Coppa di Germania | Coppa di Germania | Coppa di Germania | Coppa di Germania | Supercoppa di Germania | Supercoppa di Germania | Supercoppa di Germania | Supercoppa di Germania | Coppa delle coppe | Coppa delle coppe | Coppa delle coppe | Coppa delle coppe | Totale   | Totale | Totale      | Totale     |
| Giocatore         | Presenze   | Reti       | Ammonizioni | Espulsioni | Presenze          | Reti              | Ammonizioni       | Espulsioni        | Presenze               | Reti                   | Ammonizioni            | Espulsioni             | Presenze          | Reti              | Ammonizioni       | Espulsioni        | Presenze | Reti   | Ammonizioni | Espulsioni |
| ----------------- | ---------- | ---------- | ----------- | ---------- | ----------------- | ----------------- | ----------------- | ----------------- | ---------------------- | ---------------------- | ---------------------- | ---------------------- | ----------------- | ----------------- | ----------------- | ----------------- | -------- | ------ | ----------- | ---------- |
| P. Andersson      | 33         | 4          | 1           | 0          | 2                 | 0                 | 0                 | 0                 | 1                      | 0                      | 0                      | 0                      | 6                 | 0                 | 0                 | 0                 | 42       | 4      | 1           | 0          |
| M. Dahlin         | 23         | 15         | 4           | 1          | 1                 | 0                 | 0                 | 0                 | 1                      | 0                      | 0                      | 0                      | 5                 | 3                 | 0                 | 0                 | 30       | 18     | 4           | 1          |
| S. Effenberg      | 31         | 7          | 8           | 2          | 2                 | 1                 | 1                 | 0                 | 1                      | 0                      | 0                      | 0                      | 6                 | 3                 | 1                 | 0                 | 40       | 11     | 10          | 2          |
| T. Eichin         | 9          | 0          | 2           | 0          | 0                 | 0                 | 0                 | 0                 | 0                      | 0                      | 0                      | 0                      | 3                 | 0                 | 0                 | 0                 | 12       | 0      | 2           | 0          |
| M. Frontzeck      | 8          | 0          | 1           | 0          | 0                 | 0                 | 0                 | 0                 | 0                      | 0                      | 0                      | 0                      | 3                 | 0                 | 1                 | 0                 | 11       | 0      | 2           | 0          |
| M. Hausweiler     | 3          | 0          | 1           | 0          | 0                 | 0                 | 0                 | 0                 | 0                      | 0                      | 0                      | 0                      | 0                 | 0                 | 0                 | 0                 | 3        | 0      | 1           | 0          |
| C. Hochstätter    | 26         | 0          | 6           | 0          | 2                 | 0                 | 0                 | 0                 | 1                      | 0                      | 0                      | 0                      | 4                 | 0                 | 0                 | 0                 | 33       | 0      | 6           | 0          |
| T. Hoersen        | 19         | 0          | 0           | 0          | 2                 | 0                 | 0                 | 0                 | 0                      | 0                      | 0                      | 0                      | 3                 | 0                 | 0                 | 0                 | 24       | 0      | 0           | 0          |
| M. Huiberts       | 10         | 0          | 1           | 0          | 2                 | 0                 | 0                 | 0                 | 1                      | 0                      | 0                      | 0                      | 3                 | 0                 | 0                 | 0                 | 16       | 0      | 1           | 0          |
| U. Kamps          | 29         | 0          | 1           | 0          | 0                 | 0                 | 0                 | 0                 | 1                      | 0                      | 0                      | 0                      | 4                 | 0                 | 0                 | 0                 | 34       | 0      | 1           | 0          |
| T. Kastenmaier    | 24         | 3          | 4           | 0          | 0                 | 0                 | 0                 | 0                 | 1                      | 0                      | 0                      | 0                      | 5                 | 1                 | 1                 | 0                 | 30       | 4      | 5           | 0          |
| M. Ketelaer       | 1          | 0          | 0           | 0          | 0                 | 0                 | 0                 | 0                 | 0                      | 0                      | 0                      | 0                      | 0                 | 0                 | 0                 | 0                 | 1        | 0      | 0           | 0          |
| M. Klinkert       | 27         | 1          | 5           | 0          | 2                 | 0                 | 0                 | 0                 | 1                      | 0                      | 0                      | 0                      | 5                 | 1                 | 1                 | 0                 | 35       | 2      | 6           | 0          |
| D. Krznaric       | 2          | 0          | 0           | 0          | 0                 | 0                 | 0                 | 0                 | 0                      | 0                      | 0                      | 0                      | 0                 | 0                 | 0                 | 0                 | 2        | 0      | 0           | 0          |
| J. Kässmann       | 5          | 0          | 0           | 0          | 2                 | 0                 | 0                 | 0                 | 0                      | 0                      | 0                      | 0                      | 2                 | 0                 | 0                 | 0                 | 9        | 0      | 0           | 0          |
| J. Neun           | 31         | 0          | 8           | 0          | 2                 | 0                 | 0                 | 0                 | 1                      | 0                      | 0                      | 0                      | 5                 | 0                 | 0                 | 0                 | 39       | 0      | 8           | 0          |
| P. Nielsen        | 15         | 0          | 3           | 0          | 0                 | 0                 | 0                 | 0                 | 1                      | 0                      | 0                      | 0                      | 3                 | 1                 | 0                 | 0                 | 19       | 1      | 3           | 0          |
| J. Pettersson     | 22         | 6          | 2           | 0          | 0                 | 0                 | 0                 | 0                 | 0                      | 0                      | 0                      | 0                      | 0                 | 0                 | 0                 | 0                 | 22       | 6      | 2           | 0          |
| K. Pflipsen       | 25         | 4          | 0           | 0          | 2                 | 1                 | 0                 | 0                 | 1                      | 0                      | 0                      | 0                      | 6                 | 2                 | 0                 | 0                 | 34       | 7      | 0           | 0          |
| M. Schneider      | 26         | 0          | 3           | 0          | 0                 | 0                 | 0                 | 0                 | 0                      | 0                      | 0                      | 0                      | 5                 | 0                 | 1                 | 0                 | 31       | 0      | 4           | 0          |
| S. Schulz-Winge   | 1          | 0          | 0           | 0          | 0                 | 0                 | 0                 | 0                 | 0                      | 0                      | 0                      | 0                      | 0                 | 0                 | 0                 | 0                 | 1        | 0      | 0           | 0          |
| J. Stadler        | 6          | 0          | 0           | 0          | 1                 | 0                 | 0                 | 0                 | 0                      | 0                      | 0                      | 0                      | 1                 | 0                 | 0                 | 0                 | 8        | 0      | 0           | 0          |
| M. Sternkopf      | 32         | 5          | 4           | 0          | 2                 | 1                 | 1                 | 0                 | 1                      | 0                      | 0                      | 0                      | 5                 | 0                 | 2                 | 0                 | 40       | 6      | 7           | 0          |
| D. Wolf           | 15         | 0          | 0           | 0          | 0                 | 0                 | 0                 | 0                 | 0                      | 0                      | 0                      | 0                      | 2                 | 0                 | 0                 | 0                 | 17       | 0      | 0           | 0          |
| P. Wynhoff        | 33         | 5          | 4           | 0          | 2                 | 0                 | 0                 | 0                 | 1                      | 0                      | 0                      | 0                      | 6                 | 2                 | 1                 | 0                 | 42       | 7      | 5           | 0          |
| M. Younga-Mouhani | 2          | 0          | 0           | 0          | 0                 | 0                 | 0                 | 0                 | 0                      | 0                      | 0                      | 0                      | 0                 | 0                 | 0                 | 0                 | 2        | 0      | 0           | 0          |